# Kunoy, Mikladalur és Húsar egyházközség
Kunoy, Mikladalur és Húsar egyházközség (feröeriül: Kunoyar, Mikladals og Húsa sókna kommuna) egy megszűnt község (polgári egyházközség) Feröeren. Kunoy és Kalsoy szigeteket foglalta magába.

## Történelem
A község 1908-ban jött létre Norðoyar egyházközség szétválásával.
1931-ben szétvált Kunoy egyházközségre, Mikladalur egyházközségre és Húsar egyházközségre, és ezzel megszűnt.

## Önkormányzat és közigazgatás

### Települések
| Település           | Mióta a község része | Előző község          | Meddig a község része | Következő község  | Megjegyzés |
| ------------------- | -------------------- | --------------------- | --------------------- | ----------------- | ---------- |
| Haraldssund         | 1908                 | Norðoyar egyházközség | 1931                  | Kunoy község      |            |
| Húsar               | 1908                 | Norðoyar egyházközség | 1931                  | Húsar község      |            |
| Kunoy (település)   | 1908                 | Norðoyar egyházközség | 1931                  | Kunoy község      |            |
| Mikladalur          | 1908                 | Norðoyar egyházközség | 1931                  | Mikladalur község |            |
| Syðradalur (Kalsoy) | 1908                 | Norðoyar egyházközség | 1931                  | Húsar község      |            |
| Trøllanes           | 1908                 | Norðoyar egyházközség | 1931                  | Mikladalur község |            |